# فاکسهوم (مینه‌سوتا)
فاکسهوم، مینه‌سوتا (به انگلیسی: Foxhome, Minnesota) یک شهر در ایالات متحده آمریکا است که در شهرستان ویلکین، مینه‌سوتا واقع شده‌است.

## خصوصیات
فاکسهوم ۰٫۹۶ کیلومترمربع مساحت و ۱۱۶ نفر جمعیت دارد و ۳۱۴ متر بالاتر از سطح دریا واقع شده‌است.